# Національна скупщина Республіки Сербської
Народна Скупщина Республіки Сербської — вищий законодавчий орган влади в державного утворення. До основних функцій органу входять нормування, контроль, регулювання та обрання, що регулюються центральним органами.

## Історія
Перше засідання органу владу під назвою "Народна скупщина сербського народу Боснії та Герцеговини" відбулося 24 жовтня 1991 року. На той час скупщина розташовувалася в місті Сараєво, але з початком військового конфлікту змушена переїхати до міста Пале (серб. Пале, Pale), що за 10 кілометрів від Сараєва.
З 1998 року Народна скупщина постійно знаходиться в Баня-Луці.
9 січня 1992 року депутати Народної Скупщини ухвалили Декларацію про проголошення Республіки сербського народу Боснії та Герцеговини, що нині відзначається, як День Республіки Сербської. Того ж року, 28 лютого, була прийнята Конституція республіки, а також затверджено положення про встановлення верховенства влади, безпеки, законності та легітимності державного утворення Республіка Сербська.
Також, після закінчення воєнних дій та підписання Дейтонського миру, 1995 року Національна скупщина взяла відповідальність за державне відновлення країни.
Згідно основних засад формування парламенту, представників до скупщини обирають на парламентських виборах — загальна кількість депутатів 83 особи.
Перші вибори після Боснійської війни відбулися 1996 року, коли до парламенту вперше потрапили представники різних партій, а також деякі парламентарії скупщини Боснії та Герцеговини початку 90-х років.
До 2002 року депутатів обирали на дворічний термін, а після внесених правок до закону, термін збільшився до чотирьох років.
На даний момент в Республіці Сербській чинна дев'ята скупщина, обрана шляхом парламентських виборів 12 жовтня 2014 року та  яка вступила в свої права з 24 жовтня 2014 року.

## Повний перелік народних зібрань та термін їх повноважень
• Перша скупщина — з 24 жовтня 1991 року до 14 вересня 1996 року;
• Друга скупщина — обрана 4 вересня 1996 року, чинна з 19 жовтня 1996 року по 27 грудня 1997 року;
• Третя скупщина — обрана 14 вересня 1997 року, чинна з 27 грудня 1997 року по 19 жовтня 1998року ;
• Четверта скупщина– обрана 13 вересня 1998 року, чинна з 19 жовтня 1998 року по 16 грудня 2000 року;
• П'ята скупщина — обрана 11 вересня 200 року, чинна з 16 грудня 2000 року по 28 жовтня 2002 року;
• Шоста скупщина — обрана 5 жовтня 2002 року, чинна з 28 листопада 2002 року по 9 листопада 2006 року;
• Сьома скупщина– обрана 1 жовтня 2006 року, чинна з 9 листопада 2006 року по 15 листопада 2010 року;
• Восьма скупщина — вибори 13 жовтня 2010 року, чинна з 15 листопада 2010 року по 24 листопада 2014 року;
• Дев'ята скупщина — вибори 12 жовтня 2014 року, чинна з 24 листопада 2014 року.

## Використані джерела
1. За матеріалами сайту «National Assembly of the Republic of Srpska».